# Eduardo (ur. 1943)
Eduardo Barbosa de Albuquerque (ur. 22 lutego 1943 w São Paulo) − piłkarz brazylijski, występujący na pozycji obrońcy.

## Kariera klubowa
Karierę piłkarską Eduardo rozpoczął w klubie Corinthians São Paulo w 1961 roku. W latach 1961–1967 rozegrał w barwach Corinthians 183. Kolejnym jego klubem było Cruzeiro EC, gdzie występował w 1967 roku. Z Cruzeiro zdobył mistrzostwo stanu Minas Gerais – Campeonato Mineiro w 1967 roku.Kolejnym jego klubem było São Paulo FC, w którym grał w latach 1967–1970. Z São Paulo zdobył mistrzostwo stanu São Paulo – Campeonato Paulista w 1970 roku. Karierę zakończył w Náutico Recife w 1971 roku.

## Kariera reprezentacyjna
W reprezentacji Brazylii Eduardo zadebiutował 28 kwietnia 1963 w wygranym 3-2 meczu z reprezentacją Francji. Ostatni raz w reprezentacji Eduardo wystąpił 19 maja 1963 w wygranym 5-0 towarzyskim meczu z reprezentacją Izraela. W reprezentacji Brazylii wystąpił w 7 meczach(obok tego wystąpił w 3 meczach nieoficjalnych).
| Mecze i gole w reprezentacji | Mecze i gole w reprezentacji | Mecze i gole w reprezentacji | Mecze i gole w reprezentacji | Mecze i gole w reprezentacji | Mecze i gole w reprezentacji | Mecze i gole w reprezentacji |
| #                            | Data                         | Miasto                       | Przeciwnik                   | Gol                          | Wynik                        | Rozgrywki                    |
| ---------------------------- | ---------------------------- | ---------------------------- | ---------------------------- | ---------------------------- | ---------------------------- | ---------------------------- |
| N1.                          | 26.04.1963                   | Paryż                        | Racing Paryż                 |                              | 0:2                          | towarzyski                   |
| 1.                           | 28.04.1963                   | Paryż                        | Francja                      |                              | 3:2                          | towarzyski                   |
| 2.                           | 02.05.1963                   | Amsterdam                    | Holandia                     |                              | 0:1                          | towarzyski                   |
| 3.                           | 05.05.1963                   | Hamburg                      | RFN                          |                              | 2:1                          | towarzyski                   |
| 4.                           | 08.05.1963                   | Londyn                       | Anglia                       |                              | 1:1                          | towarzyski                   |
| 5.                           | 12.05.1963                   | Mediolan                     | Włochy                       |                              | 0:3                          | towarzyski                   |
| 6.                           | 17.05.1963                   | Kair                         | Egipt                        |                              | 1:0                          | towarzyski                   |
| 7.                           | 19.05.1963                   | Tel Awiw                     | Izrael                       |                              | 5:0                          | towarzyski                   |
| N2.                          | 22.05.1963                   | Berlin                       | Berlin-Frankfurt-Ulm         |                              | 3:0                          | towarzyski                   |
| N3.                          | 16.11.1965                   | Londyn                       | Arsenal F.C.                 |                              | 0:2                          | towarzyski                   |